# L'insostenibile leggerezza dell'essere (romanzo)
L'insostenibile leggerezza dell'essere  (Nesnesitelná lehkost bytí) è un romanzo di Milan Kundera scritto nel 1982 e pubblicato per la prima volta in Francia nel 1984.

## Trama
Il romanzo, che si svolge a Praga negli anni intorno al 1968, descrive la vita degli artisti e degli intellettuali cecoslovacchi nel periodo fra la Primavera di Praga e la successiva invasione da parte del Patto di Varsavia. La storia si focalizza sul gruppo noto come "il Quartetto di Kundera", composto da Tomáš (un chirurgo di fama e successo che ad un certo punto perde il lavoro a causa di un suo articolo su Edipo che, anche a causa delle modifiche operate dai redattori del giornale a cui lo ha inviato, risulta molto critico nei confronti dei comunisti cechi), la sua compagna Tereza (una fotografa), la sua amante Sabina (una pittrice) e un altro amante di Sabina, Franz (un professore universitario).
Questi quattro personaggi vengono seguiti nelle loro vite fino alla fine.
Tomáš ha due interessi: il lavoro e le donne. Egli si innamora di Tereza ma non riesce a rinunciare alle sue amanti, e questo rende Tereza estremamente gelosa, ma per la sua debolezza la donna non riesce a ribellarsi e tiene per sé i suoi tormenti, fingendo di non sospettare il tradimento di Tomáš. Sabina è un'idealista, uno spirito libero. Avrà una breve storia con Franz, di cui s'innamorerà perdutamente, ma, non avendo il coraggio di stabilire un rapporto serio, fuggirà lasciandolo solo, senza nemmeno una parola di commiato.
Franz inseguirà il ricordo di Sabina e sarà proprio questo a portarlo alla morte.

## Personaggi
- Tomáš: neurochirurgo e intellettuale. Tomáš è un donnaiolo che vive per il suo lavoro. Per lui, sesso e amore sono due entità distinte: ha rapporti sessuali con molte donne, ma ama solo sua moglie Tereza, e non vede contraddizioni tra queste due posizioni. Giustifica la sua promiscuità come l'imperativo di esplorare le particolarità individuali della personalità femminile che si rivelano solo durante il rapporto sessuale. Inizialmente considera Tereza come un fardello di cui deve prendersi cura, poi si risolve a sposarla. Dopo l'Invasione della Cecoslovacchia da parte del Patto di Varsavia, i due fuggono a Zurigo, dove Tomáš riprende ad avere amanti. Tereza, che soffre di nostalgia, torna a Praga con il cane Karenin. Tomáš si rende conto che desidera stare con lei e la segue. A Praga deve subire le conseguenze di una lettera che aveva scritto a una rivista in cui paragonava i comunisti cechi a Edipo. Divenuto inviso al regime comunista, perde il suo lavoro di medico e deve adattarsi a fare il lavavetri. Stanchi della vita a Praga, Tomáš e Tereza si trasferiscono in campagna. Lui abbandona le due ossessioni gemelle: il lavoro e le amanti, e scopre la vera felicità con Tereza. Il suo epitaffio, scritto da suo figlio cattolico, è "Voleva il regno di Dio sulla terra".
- Tereza: la giovane moglie di Tomáš. Cameriera in una cittadina di provincia, conosce Tomáš per caso nel ristorante in cui lavora e lo raggiunge a Praga. Diventa fotografa con l'aiuto di Sabina (una delle amanti di Tomáš), e si impegna nella pericolosa attività di fotogiornalista durante l'occupazione sovietica di Praga. Tereza non condanna Tomáš per le sue numerose infedeltà, ma considera se stessa una persona più debole. Tereza è caratterizzata dall'idea del corpo come disgustoso e fonte di vergogna, a causa della piena accettazione ed esibizione da parte di sua madre delle più sgradevoli funzioni corporee. Ella teme di essere semplicemente uno dei tanti corpi nella schiera delle donne di Tomáš. Quando la coppia si trasferisce in campagna, lei si dedica all'allevamento e alla lettura. In questo periodo scopre la sua anima attraverso l'adorazione degli animali, giungendo alla conclusione che gli animali sono l'ultimo legame con il paradiso abbandonato da Adamo ed Eva e diviene alienata dalle altre persone.
- Sabina: amante e amica più stretta di Tomáš. Sabina vive la sua vita come un esempio estremo di leggerezza, ottenendo una profonda soddisfazione dal tradimento. Dichiara guerra al kitsch e lotta contro le costrizioni che le sono imposte dalla sua eredità puritana e dal regime comunista; questa lotta si manifesta nei suoi dipinti. È a volte eccitata dall'umiliazione, come si vede dall'uso della bombetta di suo nonno, che indossa durante un incontro sessuale con Tomáš, e che poi cambia significato e diviene una reliquia del passato. Dopo l'invasione sovietica, fugge a Ginevra, dove diviene l'amante di Franz, ma poi lo abbandona e si trasferisce a Parigi e poi negli Stati Uniti. Qui viene informata per lettera da Šimon della morte di Tomáš e Tereza, mentre vive presso una famiglia di anziani americani che apprezzano le sue doti artistiche.
- Franz: professore universitario e idealista, vive a Ginevra e diviene l'amante di Sabina. Franz si innamora di Sabina, che considera una dissidente ceca romanticamente tragica. Franz è gentile e compassionevole; è uno dei sognatori del romanzo e basa le sue azioni sulla lealtà ai ricordi di sua madre e di Sabina. La sua vita si svolge tutta intorno ai libri e all'università, e ricerca leggerezza ed estasi partecipando a marce e proteste, l'ultima delle quali è una marcia in Thailandia al confine con la  Cambogia. A Bangkok dopo la marcia, è mortalmente ferito in un'aggressione a scopo di rapina.
- Karenin: il cane di Tomáš e Tereza. È una femmina, ma ha un nome maschile che si riferisce ad Alexei Karenin, il personaggio del marito in Anna Karenina. Karenin manifesta un estremo dispiacere per i cambiamenti. Dopo il trasferimento in campagna, Karenin diviene più felice perché ottiene più attenzione dai suoi padroni, e diventa amica di un maiale domestico di nome Mefisto. In questo periodo Tomáš scopre che Karenin ha il cancro e anche dopo un intervento chirurgico per asportarlo è chiaro che Karenin è destinata alla morte. Sul letto di morte unisce Tereza e Tomáš tramite il suo sorriso provocato dai loro tentativi di farla stare meglio.
- Šimon: figlio di Tomáš dal suo primo matrimonio. Tomáš lo conosce solo da adulto perché la madre non gli permetteva di vederlo. L'incontro mette Tomáš a disagio, ma poi i due allacciano una corrispondenza.

## Pubblicazione
Anche dopo la rivoluzione di velluto del 1989 e la caduta del comunismo, passarono 17 anni prima che il libro venisse pubblicato nella Repubblica Ceca. Kundera non ha mai ceduto i diritti d'autore del romanzo in lingua ceca a nessun editore fino all'ottobre 2006, quando Atlantis, una casa editoriale di Brno, annunciò la prima pubblicazione in territorio ceco.

## Riferimenti in altre opere
- Il fisico statunitense Frank Wilczek prese spunto dal titolo del romanzo per quello d'un suo libro ossia: La leggerezza dell'essere. La massa, l'etere e l'unificazione delle forze.
- Antonello Venditti ha inciso un brano dal titolo Questa insostenibile leggerezza dell'essere, incluso nell'album Venditti e segreti, brano con chiaro riferimento all'omonimo romanzo di Milan Kundera, anch'egli citato nello stesso brano.
- Il cantautore statunitense Nick Rattigan, sotto il nome di Current Joys, ha pubblicato una canzone chiamata The Unbearable Lightness of Being, traduzione inglese de L'insostenibile leggerezza dell'essere, contenuta nell'album Me Oh My Mirror.
- Il romanzo viene citato nel film Alta Fedeltà come uno dei libri letti dal protagonista Rob Gordon (interpretato da John Cusack).
- Nel brano Please Remember del gruppo metal statunitense Deafheaven, incluso nell'album Sunbather, viene letto un passaggio del libro dal musicista francese Stéphane "Neige" Paut.
- Italo Calvino, nel suo Lezioni americane, lo prende ad esempio come romanzo che, nascondendosi dietro un discorso sulla leggerezza, ha come vera essenza una constatazione della "Ineluttabile Pesantezza del Vivere"[1].

## Edizioni
- Milan Kundera, L'insostenibile leggerezza dell'essere, Milano, Adelphi, 1985,  p. 318, ISBN 88-459-0686-8.
- Milan Kundera, L'insostenibile leggerezza dell'essere, Edizioni Welcome, 2019  [1984], ISBN 9788855150064.
- (EN) Milan Kundera, The Unbearable Lightness of Being, traduzione di Michael Henry Heim, HarperCollins, 7 aprile 1999  [1984], ISBN 9780060932138.
- (ES) Milan Kundera, La insoportable levedad del ser, traduzione di Fernando Valenzuela, Tusquets Editores, 2008  [1984], ISBN 9788483835128.
- (CA) Milan Kundera, La Insostenible lleugeresa del ser, traduzione di Monika Zgustová, Destino CAT, 1990  [1984], ISBN 9788423315062.
- (AR) ميلان كونديرا, كائن لا تحتمل خفته, traduzione di ماري طوق, المركز الثقافى العربى للنشر والتوزيع, 1998  [1984], ISBN 9786000079291.
- Milan Kundera, L'insostenibile leggerezza dell'essere, collana Bestsellers, traduzione di Giuseppe Dierna, Gruppo editoriale l'Espresso, Divisione la Repubblica, 2002  [1984], ISBN 9788481304992.
- Milan Kundera, L'insostenibile leggerezza dell'essere letto da Fabrizio Bentivoglio., collana Bestsellers, traduzione di Giuseppe Dierna, Emons Audiolibri, 12 novembre 2015, ISBN 9788869860348.